# Borbeck (Radevormwald)
Borbeck ist ein Ort in Radevormwald im Oberbergischen Kreis im nordrhein-westfälischen Regierungsbezirk Köln in Deutschland.

## Lage

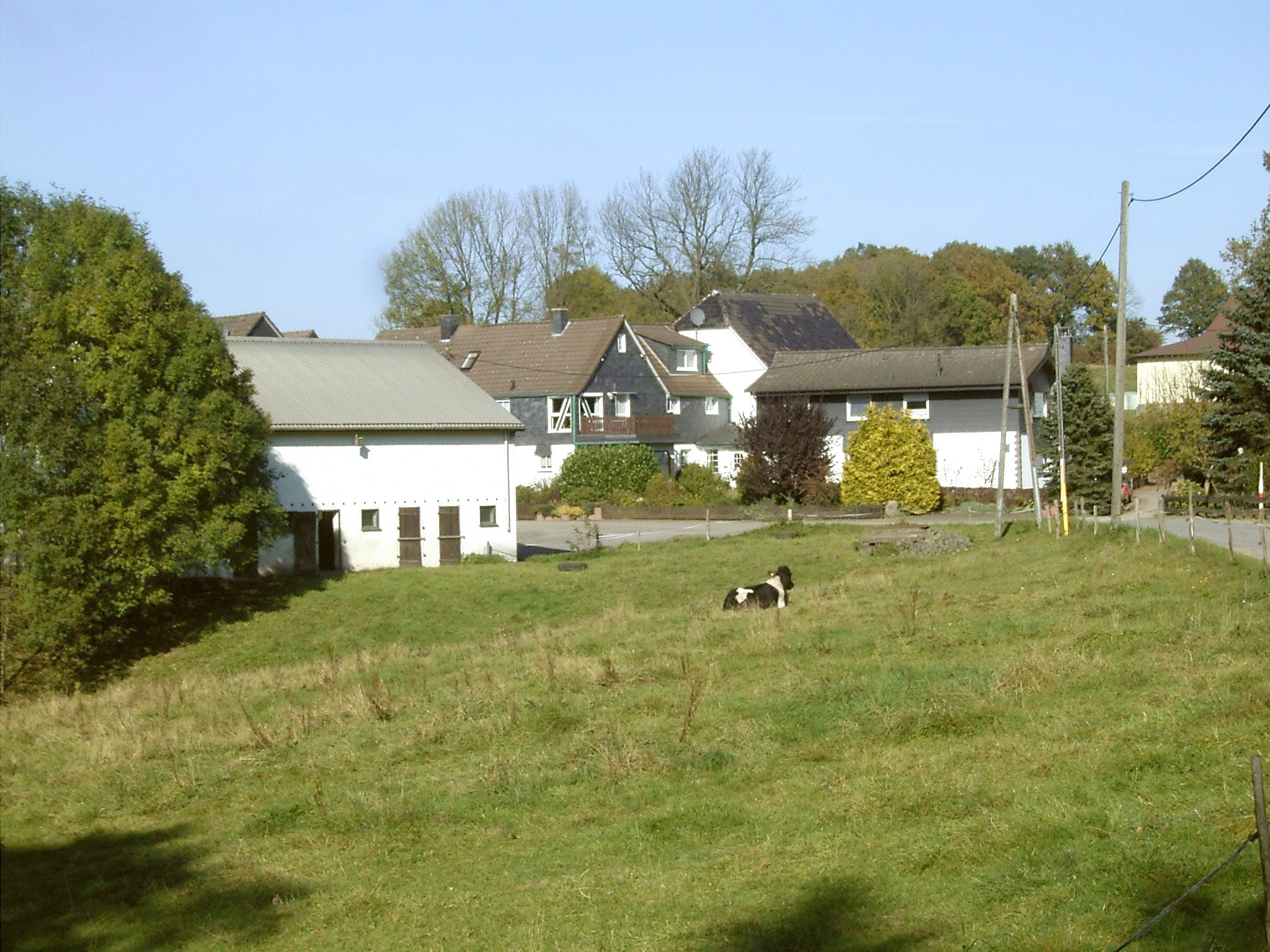

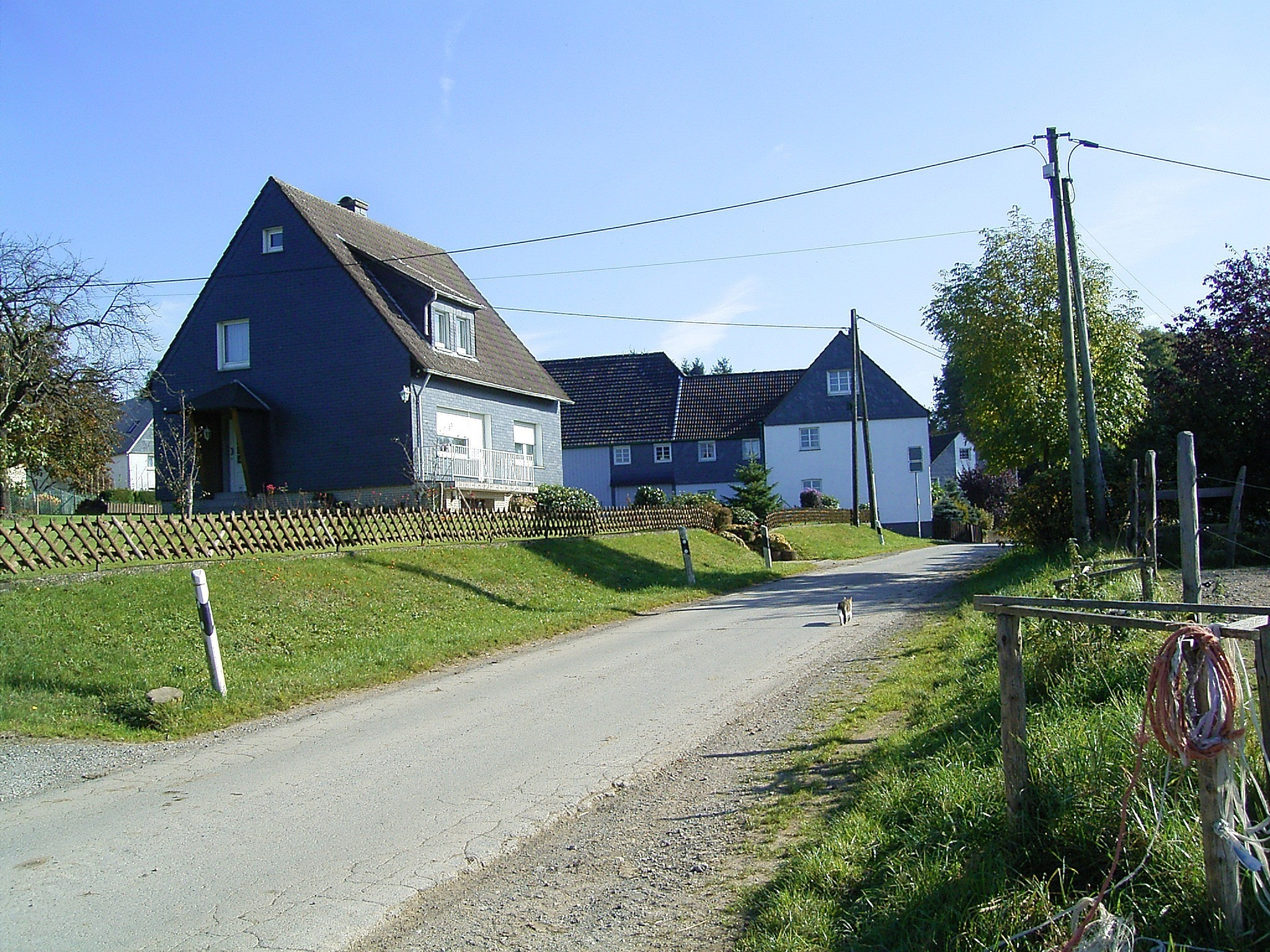

Borbeck liegt im Osten von Radevormwald unmittelbar an der Stadtgrenze zu Halver. Die Nachbarorte heißen Hinüber, Finkensiepen, Schmittensiepen und Schlechtenbeck. Der Ort ist über eine Verbindungsstraße zu erreichen, die in der Ortschaft Eich von der Bundesstraße 229 abzweigt.
Borbeck ist Standort einer Löschgruppe der Freiwilligen Feuerwehr Radevormwald. Die Löschgruppe Borbeck wurde im Jahr 1887 gegründet.
Politisch wird der Ort durch den Direktkandidaten des Wahlbezirks 170 im Rat der Stadt Radevormwald vertreten.

## Geschichte
1353 wurde der Ort das erste Mal urkundlich erwähnt und zwar Hartiero de Borbeke ist Gerichtsschöffe in Wipperfürth.
Schreibweise der Erstnennung: Borbeke

## Vereine
- Freiwillige Feuerwehr Borbeck, Löschzug III der Freiwilligen Feuerwehr Radevormwald